# 异裂

异裂（heterolysis）是化學上化学键断裂时，两个成键电子分配到其中一个成键原子上，从而产生一个正离子和一个负离子的过程。最常见的是，电负性较强的原子使电子对保持阴离子，而正电子原子变得更具阳离子性。
异裂裂变几乎总是发生在单键上，该过程通常产生两种片段的物品。
此过程的能量变化称为化学键的异裂离解能。这不等同于通常用于表示键的能量值的均裂键解离能。
能量差异的一个例子是打破氢-氢化学键所需的能量
| {\displaystyle {\ce {H2 -> 2H.}}}     |  | ΔH = 104 kcal/mol            |
| {\displaystyle {\ce {H2 -> H+ + H-}}} |  | ΔH = 66 kcal/mol (在水中)[2] |

## 溶剂化效应
涉及单分子异裂的许多反应的反应速率很大程度上取决于共价键的电离速率。限制反应步骤通常是离子对的形成。乌克兰的一个小组对亲核溶剂化的作用及其对键合异裂机理的影响进行了深入研究。他们发现异裂的速度在很大程度上取决于溶剂的性质。从己烷到水的反应介质的变化使t-BuCl异裂的速率提高了14个数量级。这是由过渡态的非常强的溶剂化引起的。影响异裂速率的主要因素主要是溶剂的极性和亲电子以及电离能力。溶剂的极化性，亲核性和内聚力对异溶作用的影响要小得多。但是，关于溶剂的亲核性的影响存在一些争论，一些论文声称它没有效果，而一些论文声称更多的亲核溶剂会降低反应速率。

## 历史
异裂的发现和分类显然取决于化学键的发现和分类。 1916年，化学家吉尔伯特·路易斯开发了电子对键的概念，其中两个原子可以共享一到六个电子，从而形成单一的电子键，一个单键，一个双键，或一个三键。 这成为共价键的模型。 1932年，莱纳斯·鲍林首次提出了电负性的概念，这也引入了共价键中的电子在键合原子之间不能均匀共享的观点。 然而，离子之前的研究主要是由斯凡特·阿伦尼乌斯研究，他开创了离子理论的发展，并提出将酸定义为产生氢离子的分子，并将碱作为产生氢氧根离子的分子。